# Dwayne Thomas
Dwayne Virgil Thomas (ur. 22 kwietnia 1984) – piłkarz z Wysp Dziewiczych Stanów Zjednoczonych występujący na pozycji pomocnika, obecnie zawodnik Skills FC.

## Kariera klubowa
Thomas rozpoczynał swoją piłkarską karierę w zespole Helenites SC z siedzibą na wyspie Saint Croix. W sezonie 2006/2007 wywalczył z nim mistrzostwo Wysp Dziewiczych Stanów Zjednoczonych, natomiast w 2008 roku przeszedł do drużyny Skills FC.

## Kariera reprezentacyjna
W seniorskiej reprezentacji Wysp Dziewiczych Stanów Zjednoczonych Thomas zadebiutował w 2002 roku. Rozegrał dwa spotkania w ramach eliminacji do Mistrzostw Świata 2006, na które jego drużyna się ostatecznie nie zakwalifikowała. Zanotował także jeden występ w ramach eliminacji do Mistrzostw Świata 2010, jednak jego zespół ponownie nie zdołał awansować na mundial. Z podobnym skutkiem zakończyły się dla zawodników z Wysp Dziewiczych Stanów Zjednoczonych kwalifikacje do Mistrzostw Świata 2014, podczas których Thomas wpisał się na listę strzelców 10 lipca 2011 w wygranym 2:1 meczu z Brytyjskimi Wyspami Dziewiczymi. Był to zarazem jego pierwszy gol w kadrze narodowej.